# 阿哈爾戈里市鎮
阿哈爾戈里市镇是格鲁吉亚姆茨赫塔-姆蒂亚内蒂大区的市镇，行政中心为阿哈爾戈里。市镇面積为1,011平方公里，2002年人口数量为7,703人，人口密度每平方公里7.6人。
在2008年战争前，格鲁吉亚政府控制了该市镇的东部，而西部则在南奥塞梯控制下。在战后，格鲁吉亚丧失对该市镇的控制权。而南奥塞梯政府称该地为列寧戈里區。